# Salix pingliensis
Salix pingliensis är en videväxtart som beskrevs av Yi Liang Chou. Salix pingliensis ingår i släktet viden, och familjen videväxter. Inga underarter finns listade i Catalogue of Life.